# 马贵镇
马贵镇，是中华人民共和国广东省茂名市高州市下辖的一个乡镇级行政单位。宋代信宜县钱排李氏派塾师骑马勘察至此，马跪下求歇，得名马跪。方言“跪”、“贵”同音，后雅称“马贵”，但本地粤语发音仍沿用“马跪”。原属信宜县，1958年成立马贵公社，1961年划入高州县，1983年改区，1987年建镇。镇政府驻马贵圩。

## 行政区划
马贵镇下辖以下地区：
马贵社区、山心村、厚元村、垭垌村、甘冲村、周坑村、河木垌村、大西村、深水村、马贵村、朗练村、埕垌村、马坑村、六塘村和龙坑村。